# Yu Chaohong
Yu Chaohong (chiń. 虞朝鸿; ur. 3 listopada 1975 w Dali) – chiński lekkoatleta, chodziarz.
Urodził się 3 listopada 1975 roku w Dali w prowincji Junnan. W 2004 roku Yu reprezentował Chińską Republikę Ludową na Letnich Igrzyskach Olimpijskich rozgrywanych w Atenach. Zawodnik zajął w chodzie na 50 km mężczyzn 4. miejsce, osiągając czas 3:43:45.